# Valjak (poljoprivredno oruđe)
Valjak je poljoprivredno oruđe koje se koristi za poravnavanje zemljišta ili razbijanje velikih nakupina zemlje, posebno nakon oranja ili tanjiranja. Obično valjke vuku traktori ili, pre mehanizacije, tim životinja kao što su konji ili volovi. Pored poljoprivredne namene, valjci se koriste i na terenima za kriket i na stambenim površinama travnjaka.
Ravno zemljište olakšava naknadnu kontrolu korova i berbu, a valjanje može pomoći u smanjenju gubitka vlage iz obrađenog tla. Na travnjacima valjanje izravnava zemlju za košnju i sabija površinu tla.
Težina valjaka se može meriti na različite načine. Za mnoge namene koristi se teški valjak. Oni se mogu sastojati od jednog ili više cilindara od debelog čelika, tanjeg čeličnog cilindra napunjenog betonom ili cilindra napunjenog vodom. Valjak napunjen vodom ima prednost u tome što se voda može ispustiti za lakšu upotrebu ili za transport. U područjima sklonim mrazu, valjak ispunjen vodom mora se isušiti za skladištenje zimi kako bi se izbeglo lomljenje usled širenja vode koja se pretvara u led.

## Dezajnerska rešenja

### Jednodelni naspram segmentiranog valjka
Na obrađenom tlu jednodijelni valjak ima nedostatak da se pri skretanju na zavojima vanjski kraj valjka mora okretati mnogo brže od unutarnjeg kraja, prisiljavajući jedan ili oba kraja na klizanje. Jednodelni valjak okrenut na mekom tlu odnosi gomilu tla na vanjski radijus, ostavljajući hrpe, što je kontraproduktivno. Valjci se često izrađuju u dva ili tri dela kako bi se taj problem umanjio, a Kembridž valjak ga potpuno prevladava postavljanjem mnoštva malih segmenata na jednu osovinu tako da se svaki može okretati lokalnom brzinom.

### Glatki nasuprot grebenastog valjka
Površina valjaka može biti glatka ili može biti teksturirana da se pomogne u razbijanju tla ili da se udube završne površine kako bi se smanjilo ispiranje usled kiše. U tu svrhu svaki segment Kembridž valjka ima rebro oko svog ruba. Naziv kaltipaker često se koristi za takve grebenaste vrste, posebno u Sjedinjenim Državama.

## Upotreba

### Farmerska upotreba
Valjci su sekundarni alat za obradu tla koji se koristi za ravnanje zemljišta ili razbijanje većih nakupina zemlje, posebno nakon oranja ili tanjiranja. Valjke danas obično vuku traktori. Pre mehanizovane poljoprivrede, tim radnih životinja kao što su konji ili volovi davao je pogon. Životinjska snaga se i danas koristi u nekim kontekstima, na primer na farmama amiša u Sjedinjenim Državama i u regionima Azije, gde se vučni volovi još uvek široko koriste.
Valjci pripremaju optimalne rasadne leje tako što ih čine ravnim i umereno sabijenim koliko god je to praktično. Ravnoća je važna pri sadnji, jer je to jedini praktičan način kontrole prosečne dubine sadnje semena bez naporne ručne sadnje svakog semena; nije praktično slediti uputstva o (na primer) dubini sadnje od 1 cm, ako kontura leje varira za 2 cm ili više između susednih mesta. Zbog toga je razbijanje čak i malih grudvica/busa i dobro poravnati razmeštaj tla važno u vreme sadnje.
Ravnije zemljište takođe olakšava naknadno suzbijanje korova i berbu. Na primer, u mehaničkom suzbijanju korova, kontrolisanje dubine zuba kultivatora je praktično samo sa pristojno ravnom konturom tla, i u kombinovanju je kontrola visine glave kombajna praktična samo sa podobno ravnom konturom tla.
Takođe se smatra da valjanje pomaže u smanjenju gubitka vlage iz obrađenog tla.

### Upotreba na terinima za kriket
U kriketu se valjci koriste da bi teren bio ravan i manje opasan za udarače.
U istoriji kriketa korišćeno je nekoliko valjaka, od laganih valjaka koji su se koristili u danima nepokrivenih terena i u nekim fazama tokom 1950-ih kako bi se batanje učinilo lakšim, do modernog „teškog valjka” koji se univerzalno koristi u vrhunskoj klasi kriket danas. Propisi dozvoljavaju valjanje terena samo na početku svakog ininga ili dnevne igre, ali ovo je i dalje ima ogroman uticaj na igru eliminisanjem strelaca koji su bili sveprisutni na svim osim lakih tla, pre nego što su se koristili teški valjci. Teški valjci ponekad su kritikovani zbog prekomernog olakšavanja udaranja i zbog smanjenja brzine isušivanja terena nakon kiše u hladnoj engleskoj klimi.

### Upotreba na travnjacima
Valjci za travnjake su dizajnirani da ujednače ili učvrste površinu travnjaka, posebno u klimatskim uslovima u kojima zbog bujanja travnjak postaje grudast. Do uzdizanja može doći kada se zemlja tokom zime zamrzne i otopi više puta. Tamo gde se to dogodi, baštovanima se savetuje da na proleće po travnjaku lagano valjaju valjak za travnjak. Glineno ili vlažno zemljište ne bi trebalo valjati, jer se zbija.

## Literatura
- Cook, R.L., H.F. McColly, L.S. Robertson, and C.M. Hansen. 1958. Save Money – Water –  Soil with Minimum Tillage. Extension Bulletin 352. Cooperative Extension Service, Michigan State University, East Lansing.
- Sprague, Milton A., and Glover B. Triplett. 1986. No-tillage and surface-tillage agriculture: the tillage revolution. ISBN 978-0-471-88410-1.. New York, Wiley.
- Troeh, Frederick R., J. Arthur Hobbs, Roy L. Donahue. 1991. Soil and water conservation for productivity and environmental protection. ISBN 978-0-13-096807-4., 2nd ed. Englewood Cliffs, N.J., Prentice-Hall.
- Soil Science of America. 2009. Glossary of Soil Science Terms. [Online]. Available at https://www.soils.org/publications/soils-glossary (28 September 2009; verified 28 September 2009). Soil Science of America, Madison, WI.
- No-Plow Farmers Save Our Soil
- agriculture_sustainable_farming.html
- Manufacturer of Agricultural Zone Till Subsoiler with Photos (umequip.com by Unverferth Equipment)
- Ballard, T.M. 1985. Spruce nutrition problems in the central interior and their relationship with site preparation. Proc. Interior spruce seedling performance: state of the art Symposium. Northern Silviculture Committee Workshop, Feb. 1985, Prince George BC.
- Endean, F.; Johnstone, W.D. 1974. Prescribed fire and regeneration on clearcut spruce–fir sites in the foothills of Alberta. Environ. Can., Can. For. Serv., Northern For. Res. Centre, Edmonton AB, Inf. Rep. NOR-X-126.
- Зоран Броћић, Ратарство и повртарство, Београд (2014)
- Мастило, Наталија (2005): Речник савремене српске географске терминологије, Географски факултет, Београд
- Стемић Миломир, Јаћимовић Братислав (2006): Основи аграрне географије, Јантар група, Земун
- Cook, R.L., H.F. McColly, L.S. Robertson, and C.M. Hansen. 1958. Save Money - Water - Soil with Minimum Tillage. Extension Bulletin 352. Cooperative Extension Service, Michigan State University, East Lansing.
- I will teach the world farming without oil
- Brady, Nyle C.; Weil, R. R. (2002). The nature and property of soils, 13th edition. New Jersey: Prentice Hall. ISBN 978-0-13-016763-7.
- Horton, Michelle (2019-12-06). „Reduced soil tilling helps both soils and yields”. Stanford News (на језику: енглески). Приступљено 2019-12-08.
- „Strip Till for Field Crop Production”. Ag.ndsu.edu. 2012-11-14. Архивирано из оригинала 05. 04. 2011. г. Приступљено 2012-12-20.
- „Best Management Practices for Conservation/Reduced Tillage” (PDF). Texas Cooperative Extension, The Texas A&M University System. Архивирано из оригинала (PDF) 10. 8. 2014. г.
- „Evaluation of Zone Tillage for Corn Production — On-Farm Research — Penn State Extension”. Архивирано из оригинала 13. 5. 2013. г. Приступљено 2013-08-03.
- „UCONN IPM: Integrated Pest Management: Vegetables:Deep Zone Tillage”. Архивирано из оригинала 22. 5. 2013. г. Приступљено 2013-08-03.
- Hilborn, Ray. „Soils in Agriculture”. University of Washington. Архивирано из оригинала (PPT—available as non-PPT by searching the path through a search engine) 12. 01. 2015. г. Приступљено 2013-08-28.
- Tarlok Singh Sahota (септембар 2008). „Alternative tillage systems to save time and fuel” (PDF). Архивирано (PDF) из оригинала 2013-11-16. г. Приступљено 2018-06-20.
- In brief to The State of Food and Agriculture 2022 − Leveraging automation in agriculture for transforming agrifood systems. Rome: Food and Agriculture Organization of the United Nations (FAO). 2022. ISBN 978-92-5-137005-6.
- Santos Valle, S.; Kienzle, J. (2020). Agriculture 4.0 – Agricultural robotics and automated equipment for sustainable crop production. Integrated Crop Management No. 24. Rome: Food and Agriculture Organization of the United Nations (FAO).
- „This is the Beginning of a network of open laboratories for agricultural research and experimentation”. farmlabs.org (на језику: енглески). farmlabs.org. Приступљено 2019-07-20.[мртва веза]
- „Group Overview ‹ Open Agriculture (OpenAg)”. MIT Media Lab. Приступљено 2019-07-20.

## Spoljašnje veze
- „Best Management Practices for Conservation/Reduced Tillage” (PDF). Texas Cooperative Extension, The Texas A&M University System. Архивирано из оригинала (PDF) 10. 8. 2014. г.